# Tourbillon

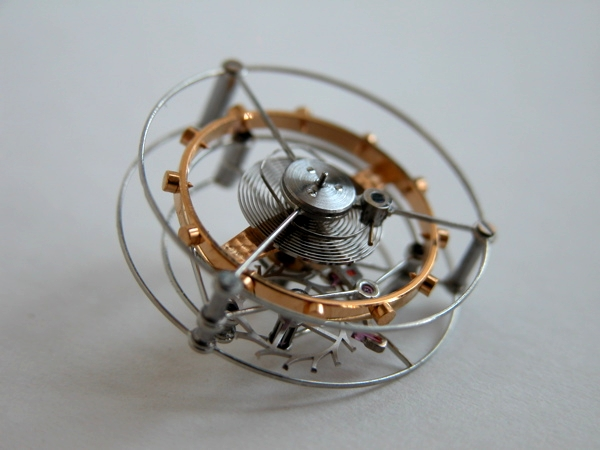
En Tourbillon

Tourbillon är en komplikation som förekommer i avancerade urverk. Genom att lägga till en tourbillon till ett urverk kan man minska gravitationens påverkan på urets noggrannhet. Tourbillonen utvecklades runt 1795 av den fransk-schweiziske klockmakaren Abraham-Louis Breguet efter idéer från den engelske urmakaren John Arnold. Genom att urverkets gånghjul och balanshjul infattas i en roterande del kompenseras gravitationens effekt. 
Det är viktigt att komma ihåg att tillverkningen av tourbillonen visade sig vara så mödosam att Breguet dog innan han någonsin fick se den fungera ordentligt. Det var inte förrän många år efter hans död som den första tourbillonen slutligen levererades av huset Breguet. Även om mer komplexa mekanismer redan kunde bearbetas långt innan tourbillonen kom, fanns det ingen maskin eller mekanisk process som kunde bearbeta en tourbillonbur i stål och härda den utan att den deformerades. Det enda sättet att göra detta var för hand. Det var inte förrän i slutet av 1980-talet, när man började behärska elektroerosion, som tourbillonen kunde bearbetas.
Detta svåra utförande gav de få urmakare som kunde färdigställa en tourbillon ett visst erkännande av deras talanger. Vissa experter har uppskattat att mellan 1801 och 1985 tillverkades inte mer än 600 till 700 tourbilloner. I denna uppskattning ingår inte de industriella tourbillonerna, dvs. alla de tourbilloner som byggdes i stor skala av amerikanerna från 1880 och framåt och de som byggdes i franska och schweiziska Jura från 1900 och framåt. Bland dessa tourbilloner som byggdes i stort antal varierade rotationshastigheterna för de roterande delarna - antingen enbart echapementet eller hela urverket - från en minut till en och en halv timme. Alla dessa industriella tourbilloner med burar i mässing eller nysilver visar att svårigheten inte ligger i att rotera buren eller ett urverk, utan i att tillverka en stålbur och härda den utan att den deformeras.
Tourbillonen är mycket komplicerad och urverken kostar i regel betydligt mer än urverk utan tourbillon.

## Vidareutveckling
Den vanliga tourbillonen roterar tvådimensionellt, i ett plan. För att ytterligare förfina konstruktionen uppfann Richard Good 1970 en tourbillon som arbetar i tre dimensioner. I denna konstruktion roterar tourbillonen med två axlar. År 2003 implementerades tekniken för första gången i ett armbandsur, av den unge tyske urmakaren Thomas Prescher.